# Militärische Kettenlaufwerke bis 1945 (Kaiserlich Japanische Streitkräfte)
Die Geschichte der japanischen Militärkettenlaufwerkstechnik von 1927 bis 1945 umfasst diverse Laufwerkssysteme, die hauptsächlich 1927–1934 entwickelt wurden. Die in Zusammenarbeit von japanischem Militär und der heimischen Industrie entwickelte standardisierte Laufwerkstechnologie wurde nachfolgend bei fast allen japanischen Voll- und Halbketten-Militärfahrzeugen verwendet. Zusätzlich erhielten Streitkräfte von Thailand, Regime von Nanjing und Mandschukuo einige japanische Panzerfahrzeuge mit diesen Laufwerken und nutzten sie teilweise bis 1952.

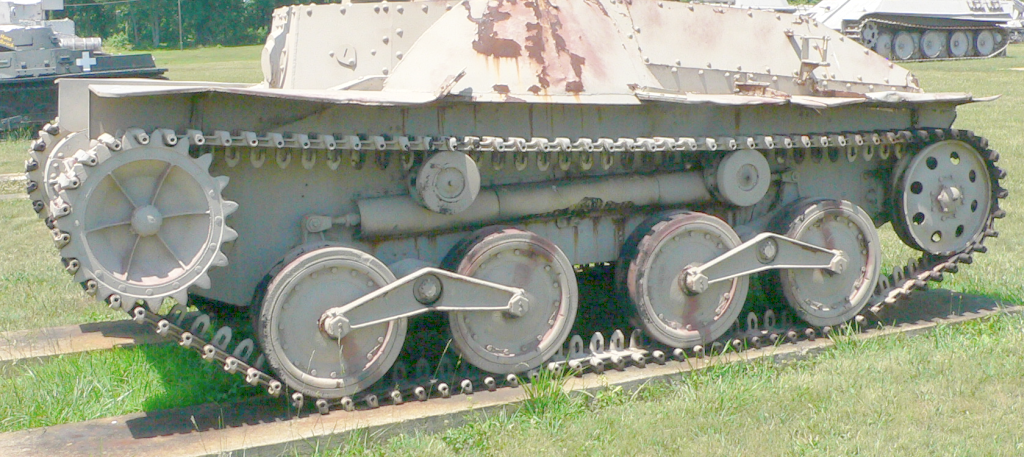
Typ 95 Ha-Gō, komplettes Fahrwerk.
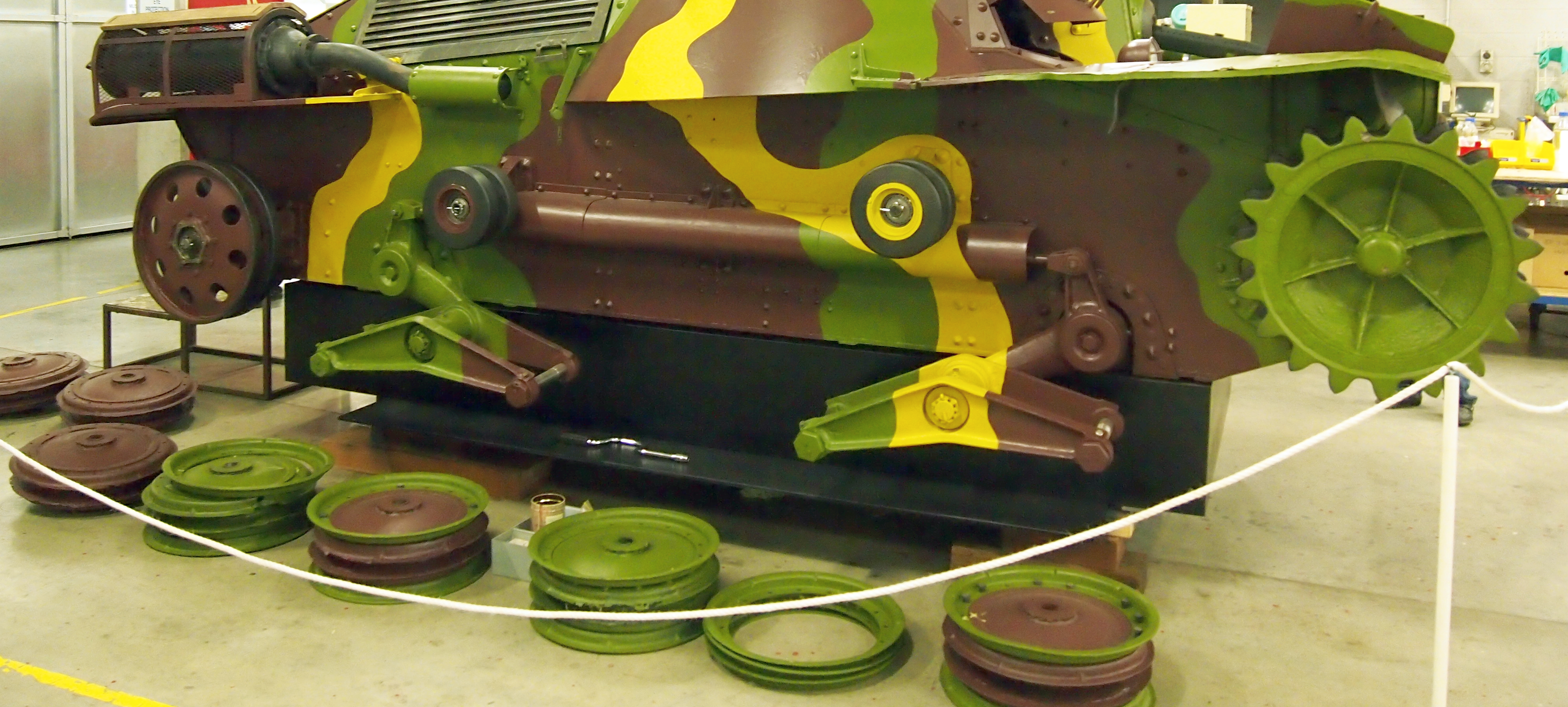
Typ 95 Ha-Gō, demontiertes Fahrwerk und einzelne Laufrollen.
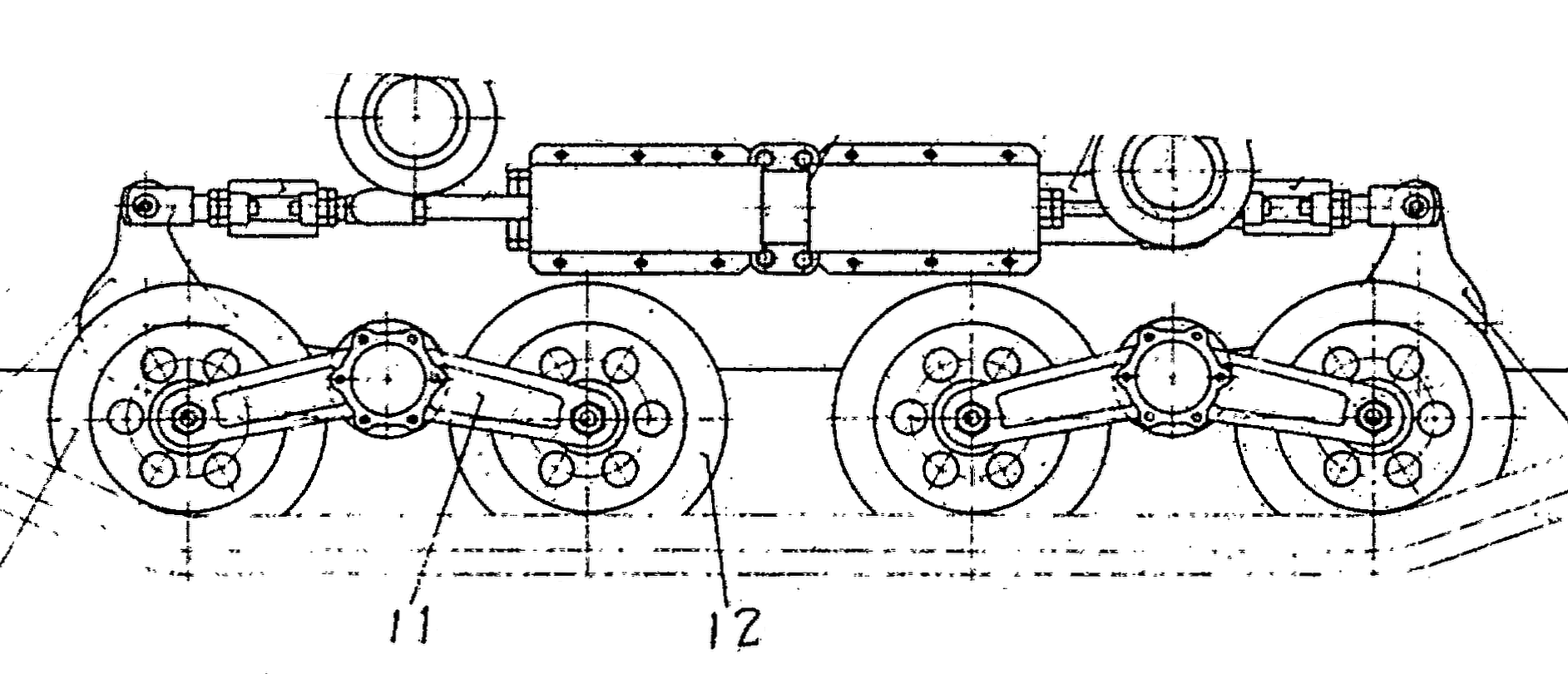
Laufwerk aus der japanischen Patentschrift, vergl. Typ 94 TK.
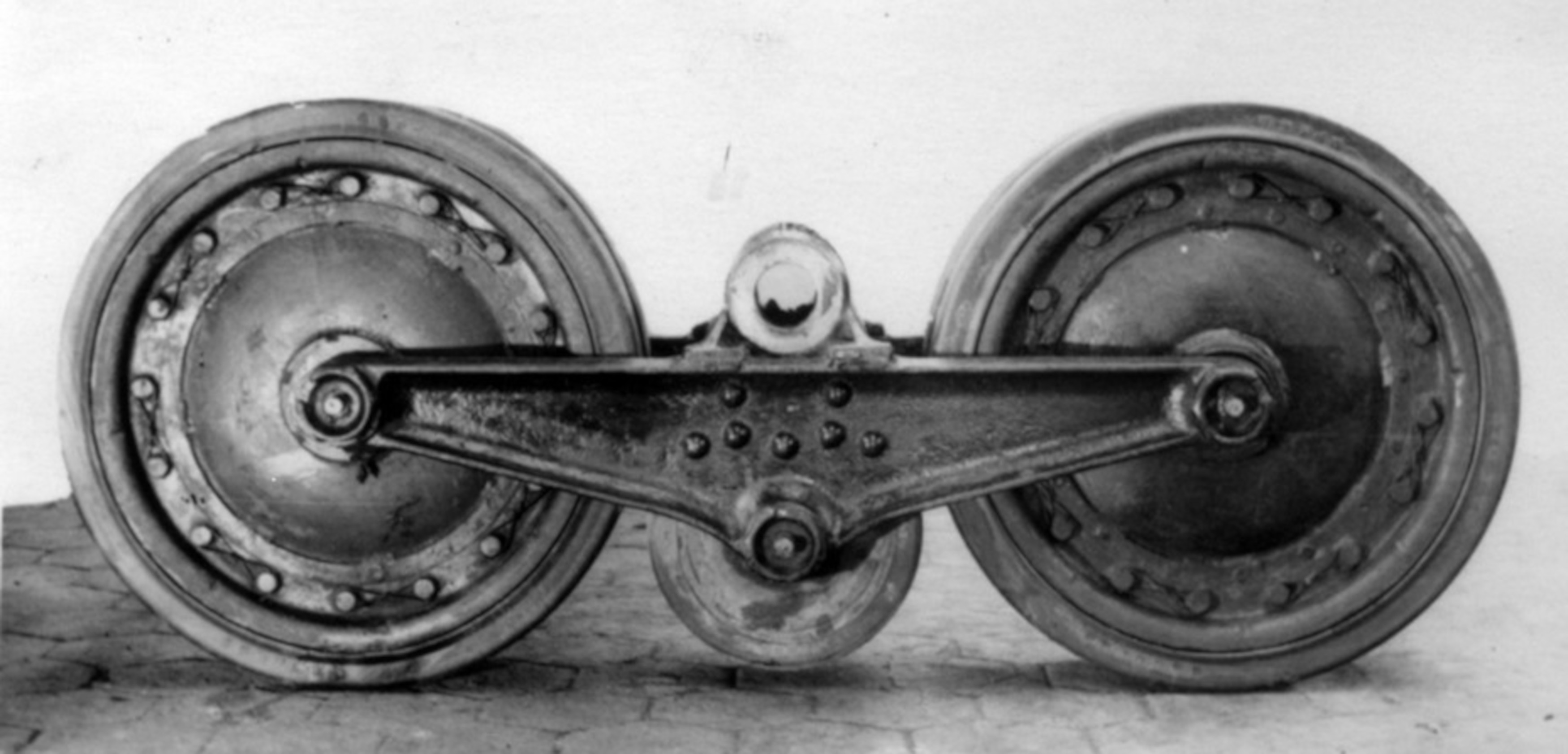
Typ 95 Ha-Gō, geänderte Rollenwagen für den Einsatz in Mandschurien.

## Entwicklungsgeschichte
Anders als in Europa hatte das japanische Militär vor dem Beginn des Zweiten Weltkrieges keine hohe Priorität in der Entwicklung von gepanzerten Rad- oder Kettenfahrzeugen gesehen, was zu einem späteren Beginn dieser Entwicklungen in Japan führte. Trotzdem waren die Fertigungszahlen der daraus entstandenen Fahrzeuge insgesamt vergleichsweise hoch.
Anfänglich wurden in Frankreich Renault FT (Renault Kō-gata Sensha) und Renault NC (Renault Otsu-gata Sensha) beschafft und teilweise nachgebaut. Die später einsetzende Projektierung zur Ausstattung der japanischen Streitkräfte orientierte sich zunächst am Entwicklungsstand der Zwischenkriegszeit. Anfangs bemühte man sich darum, eine funktionierende Industrie für den Bau solcher Fahrzeuge aufzubauen. Nach dem politischen Entschluss in Großbritannien von 1925, den Verkauf von modernen Fahrzeugen wie dem Vickers Medium Mark II zu verbieten, entwickelte Japan eigene Panzerfahrzeuge.

### Frühe Laufwerke

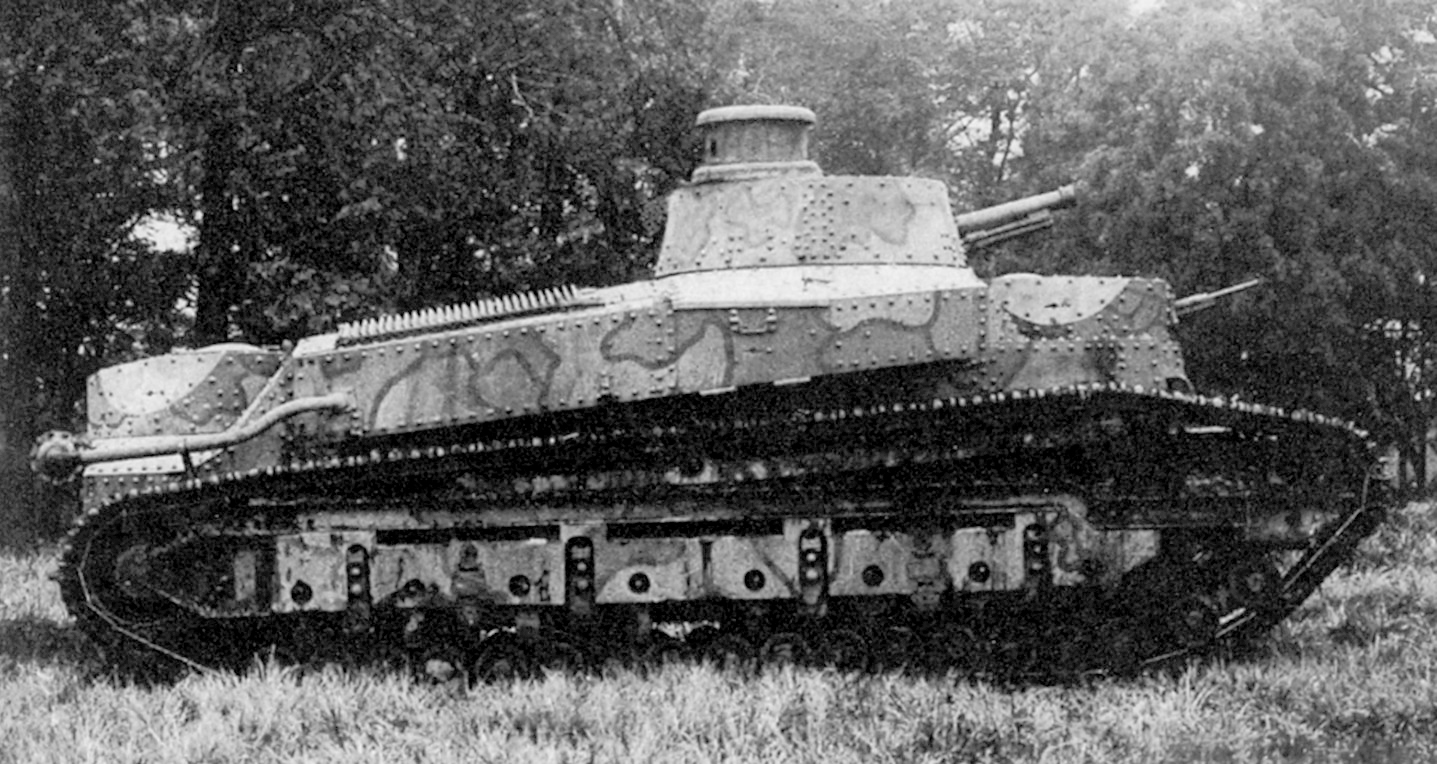
Experimentalpanzer Nr. 1, der erste japanische Panzerprotoyp (1927).

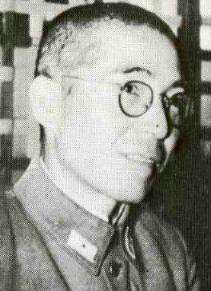
Hara Tomio, japanischer Heeresoffizier und Ingenieur.

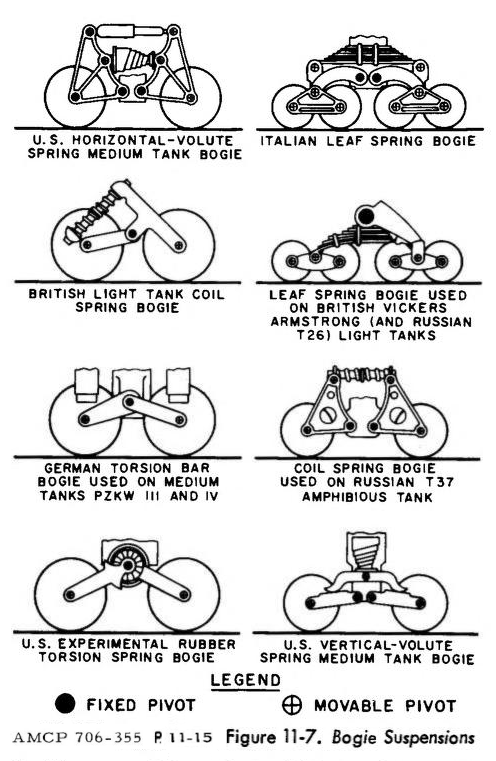
Laufwerksvarianten im Zweiten Weltkrieg.

Vor der Einführung der japanischen Laufwerkstechnologie verwendete das japanische Heer Kettenfahrzeug-Laufwerke, die auf dem importierten französischen Renault FT basierten. Dessen Laufwerke bestanden neben Spann- und Antriebsrad aus mehreren Lauf- und Stützrollen. Der Federweg dieser Laufwerke war erheblich geringer als bei späteren Laufwerken aus japanischer Folgeentwicklung.
Verwendet wurden die Laufwerke mit französischen Wurzeln zunächst bis etwa 1935 für die frühen japanischen Panzermodelle und schwerere Sonderfahrzeuge. Hierzu können beispielhaft die Modelle Typ 89 I-Gō, Pionierpanzer SS-Ki und Typ 95 Schwerer Panzer genannt werden.
Die bei diesen Typen verwendeten Laufwerkssystem beanspruchten viel Wartungszeit, da für Instandsetzungsarbeiten immer viele Teile entfernt werden mussten, um an die Laufrollen heranzukommen. Für die leichteren Fahrzeuge wurde ab 1932 eine Modernisierung verwendet. Die Rollenwagen mit zwei kleinen Laufrollen waren in der Mitte eines an zwei Endpunkten an der Wanne mit Blattfederpaketen befestigt. (Typ 92 Jū-Sōkōsha). Das Konzept basierte auf einer Interpretation des Renault FT-Fahrwerks, bei dem eine Gruppe von 4 Laufrollen in einem Rollenwagen mittig unter einem fixierten Blattfederpaket sitzt.
Zum Experimentalpanzer Nr. 1 und dem darauf aufbauenden Typ 91 schweren Panzer sind kaum Informationen bekannt, die eine detaillierte Laufwerksbeschreibung erlauben. Aus dem Vereinigten Königreich sind Entwicklungen mit sichtbaren Ähnlichkeiten beim Fahrwerk des Vickers Medium Mark C und beim Vickers Medium Mark II bekannt.

### Entwicklung des standardisierten Laufwerks
Die gesammelten Erfahrungen führten im Jahr 1934 zu einem neuen Fahrwerkskonzept. Im technischen Büro des Kaiserlich Japanischen Heeres unter der Leitung des damaligen Majors Hara Tomio hatte eine Gruppe von Ingenieuren ein System entwickelt, welches letztlich bei japanischen Kettenfahrzeuge als gemeinsame Laufwerksbasis Verwendung finden sollte und damit als Grundlage des japanischen standardisierten Kettenlaufwerk gesehen werden kann.
Es hat Ähnlichkeiten mit der Technik der seinerzeit bekannten Horstmann- und Christie-Systeme, weist jedoch auch deutliche Eigenständigkeit mit Unterschieden auf. Die Fertigung und Erprobung der ersten Versuchsmodelle erfolgte in Zusammenarbeit mit der Fahrzeugbau-Sparte von Tōkyō Gas & Strom (später Hino Fahrzeugbau). Die Entwicklung brachte zunächst den Typ 94 TK hervor.
Die Serienversion des Typ-94-TK-Laufwerks erwies sich als sehr geländegängig und hatte einen deutlich geringeren Wartungsbedarf als die früheren Modelle. Die Typ-94-TK-Basis wurde daher für weitere japanische Kampf- und Unterstützungsfahrzeuge verwendet, und wo erforderlich um benötigte Baugruppen erweitert. Ein Patent zur Laufwerksentwicklung wurde 1936 beantragt und erteilt.

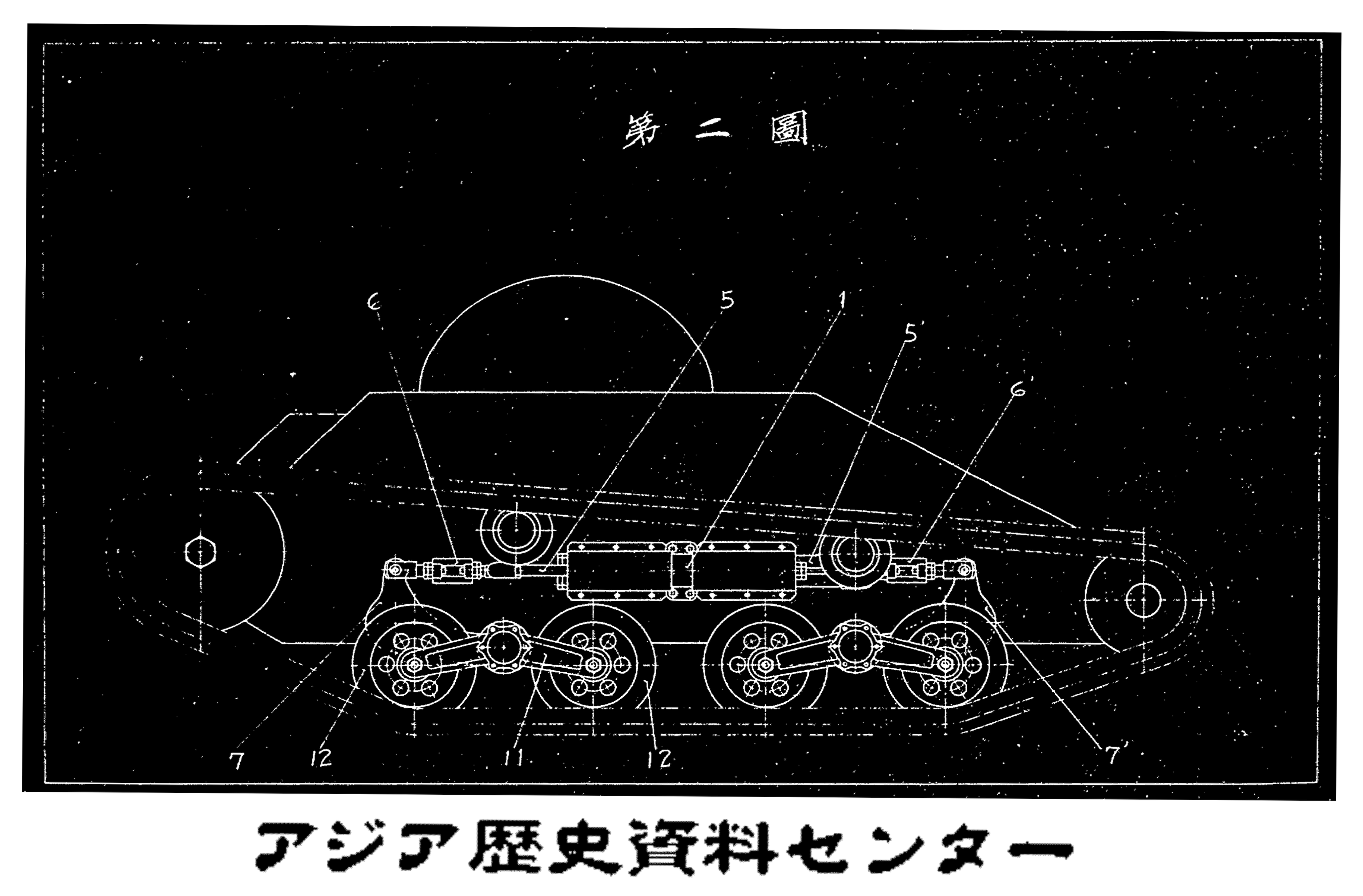
Zeichnung des Laufwerks vom Typ 94 TK aus der Patentschrift mit jeweils 2 Laufrollen.
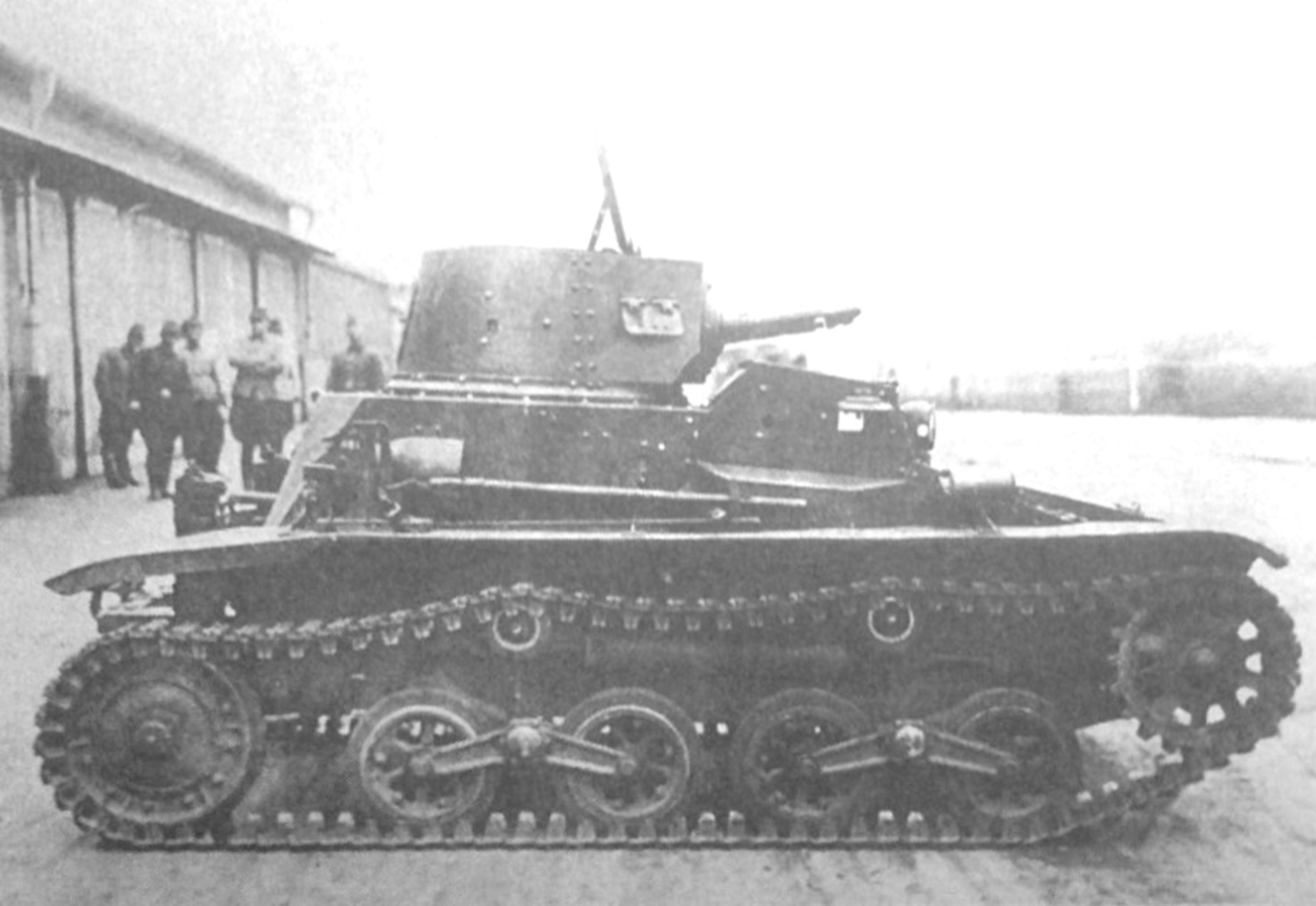
Letzte Produktionsversion vom Typ 94 TK mit Laufwerkdetails.

## Konstruktion

### Aufbau der frühen Laufwerke

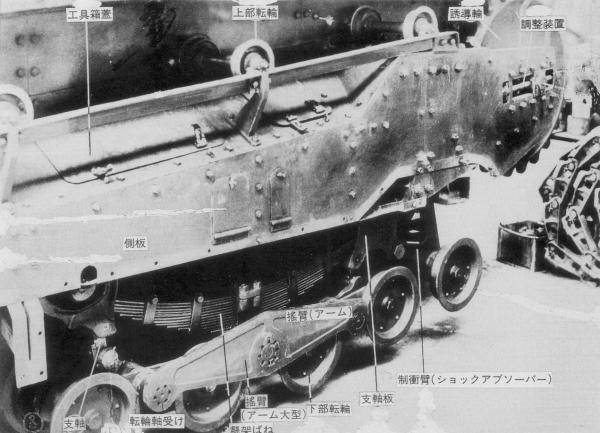
Detailansicht des vorderen Teils des Laufwerks eines Typ 89 I-Gō mit vorderem Rollenwagen mit Blattfederkonstruktion, dem Hilfsspannrad und separat oben montierten Stützrädern.

Bereits die frühen japanischen Laufwerke waren als Entwicklung für Modulbauweise konzipiert. Sie basierten teilweise auf Laufwerksteilen des Renault FT und erinnern konstruktiv noch an die landwirtschaftlich genutzten Kettenlaufwerke jener Zeit. Teilweise diente auch das Kegresse-System als Grundlage.

Die Laufwerke waren modular erweiterbar. Sie bestanden aus zwei oder mehr gleichartigen Rollenwagen mit mehreren Laufrollen, mehreren Stützrollen oben sowie Antriebsrad und Umlenkrad. Die einzelnen Räder und Rollen bestanden aus jeweils zwei formgepressten Stahlscheiben zwischen denen die Kette geführt wurde. Je zwei Laufrollen wurden mit einer Stütze zu einem Laufrollenmodul verbunden. 
 Zwei Laufrollenpaare waren wiederum durch je ein außen und innen angebrachten Träger zur Stabilisierung miteinander gekoppelt. Der Träger wurde mittig an einem Blattfederpaket montiert.
Mehrere der Rollenwagen wurden als Module hintereinander an den Fahrzeugseiten angeschraubt. Zusätzliche, gefederte Hilfsspannräder waren beweglich mit dem vorderen Rollenwagen verbunden. Diese ermöglichten die dynamische Korrektur der Kettenspannung bei Geländefahrten.
Ein Antriebsrad vorn, ein Umlenkrad hinten und Stützrollen je nach Bedarf vervollständigten das Laufwerk. Diese bestanden ebenfalls aus formgepressten Stahlscheiben. Die verwendete Anzahl der Rollenwagen-Module war Fahrzeuggewicht und Vorgaben zum Bodendruck abhängig. Es waren teilweise unterschiedlich große Laufrollen nötig, um die Kette je nach Länge über die gesamte Kettenauflagelänge gleichmäßig führen zu können. Auf die zusätzlichen Hilfsspannräder wurde mit Fortschreiten der technologischen Entwicklung später verzichtet.

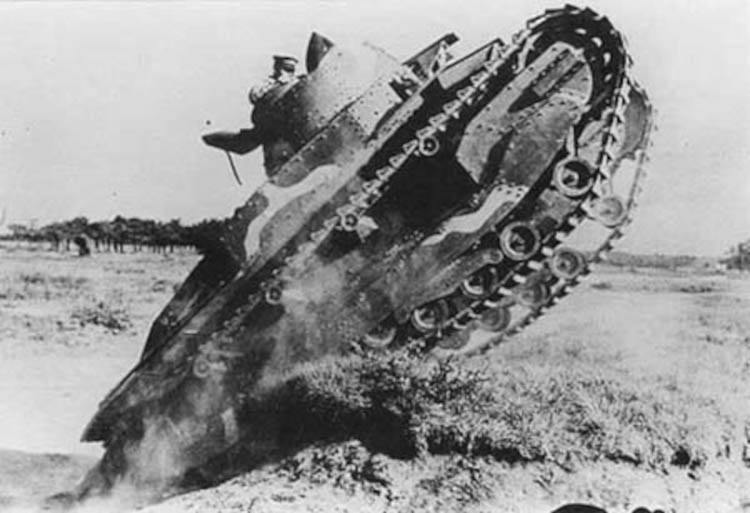
Typ 89 I-Go in schwerem Gelände
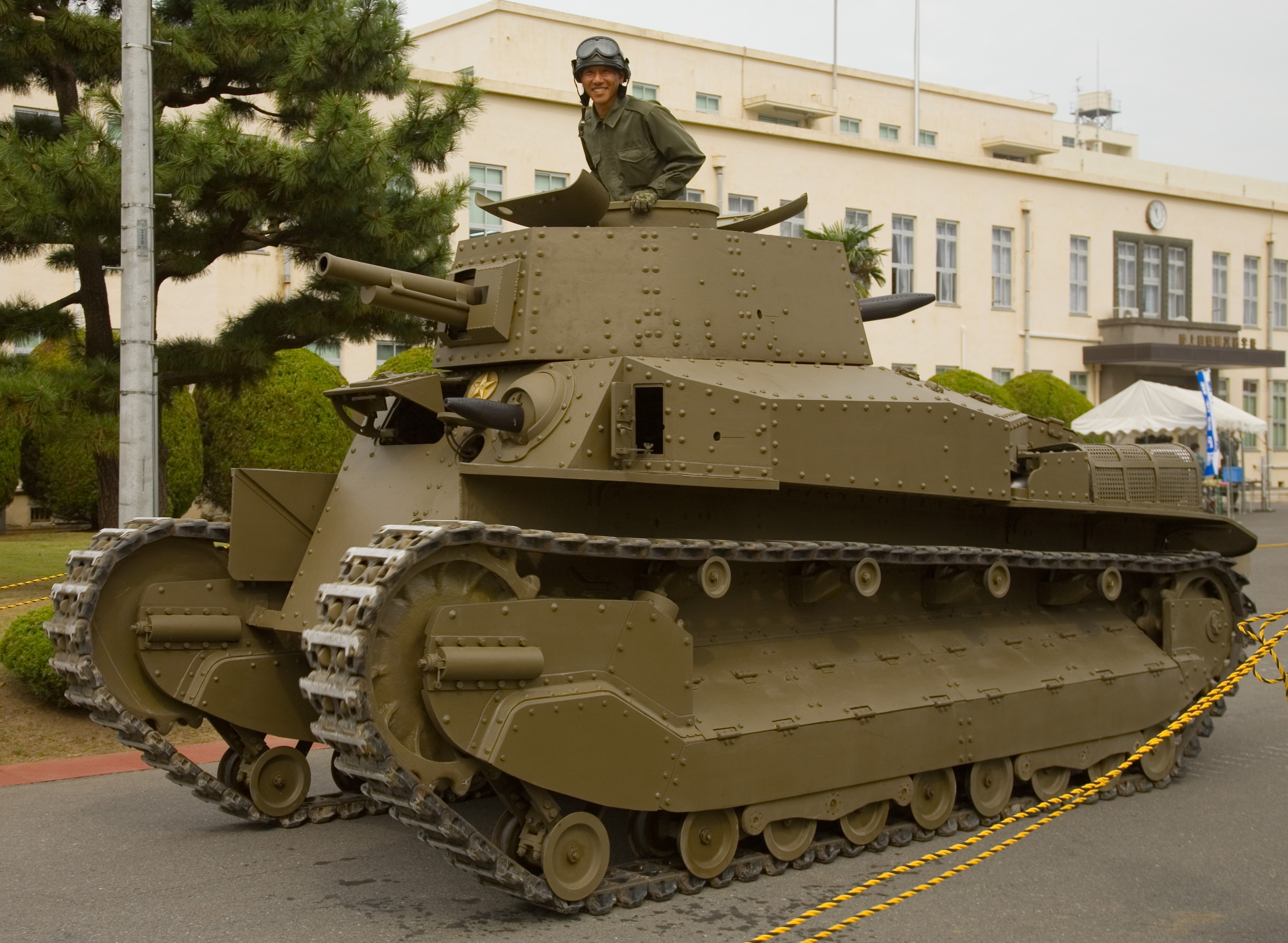
weltweit einzig fahrbereiter Typ 89 I-Go in der JGSDF Panzerschule Tsuchiura
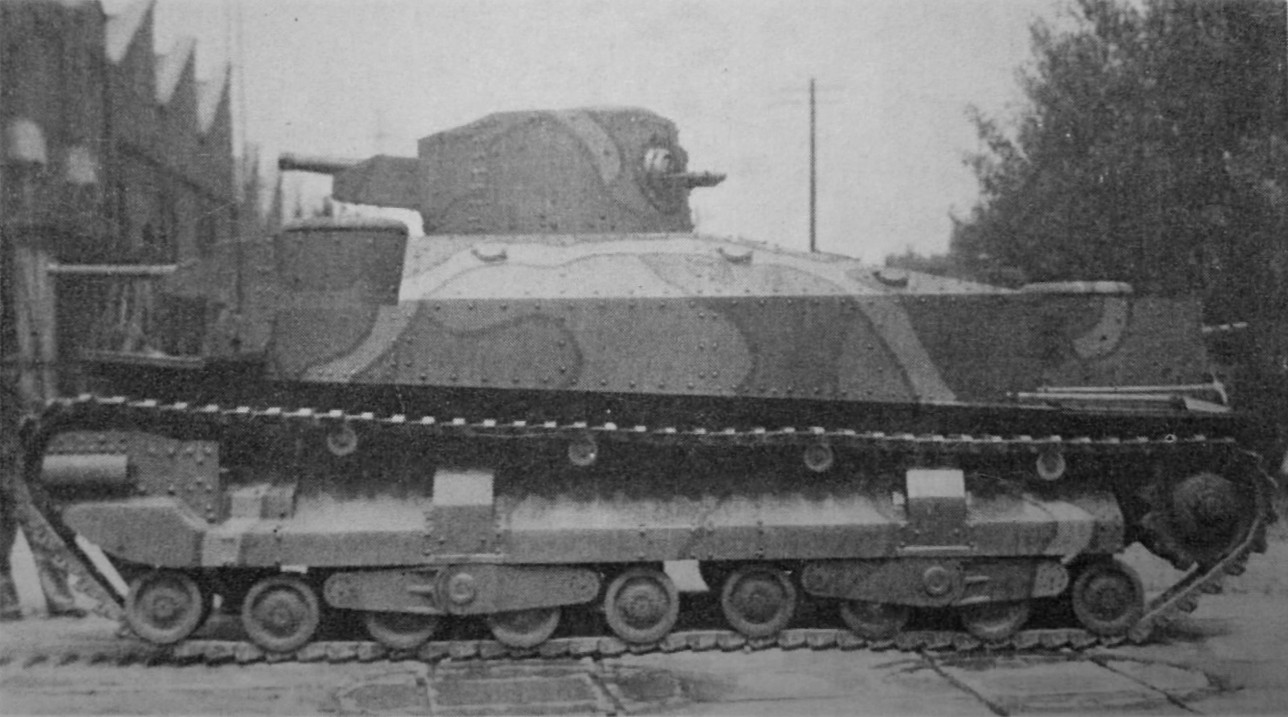
Prototyp des Typ 95 Schwerer Panzers mit seinen vergrößerten Laufwerkselementen und hinten liegendem Antriebsrad

### Aufbau des standardisierten Laufwerks mit 4 Rollen

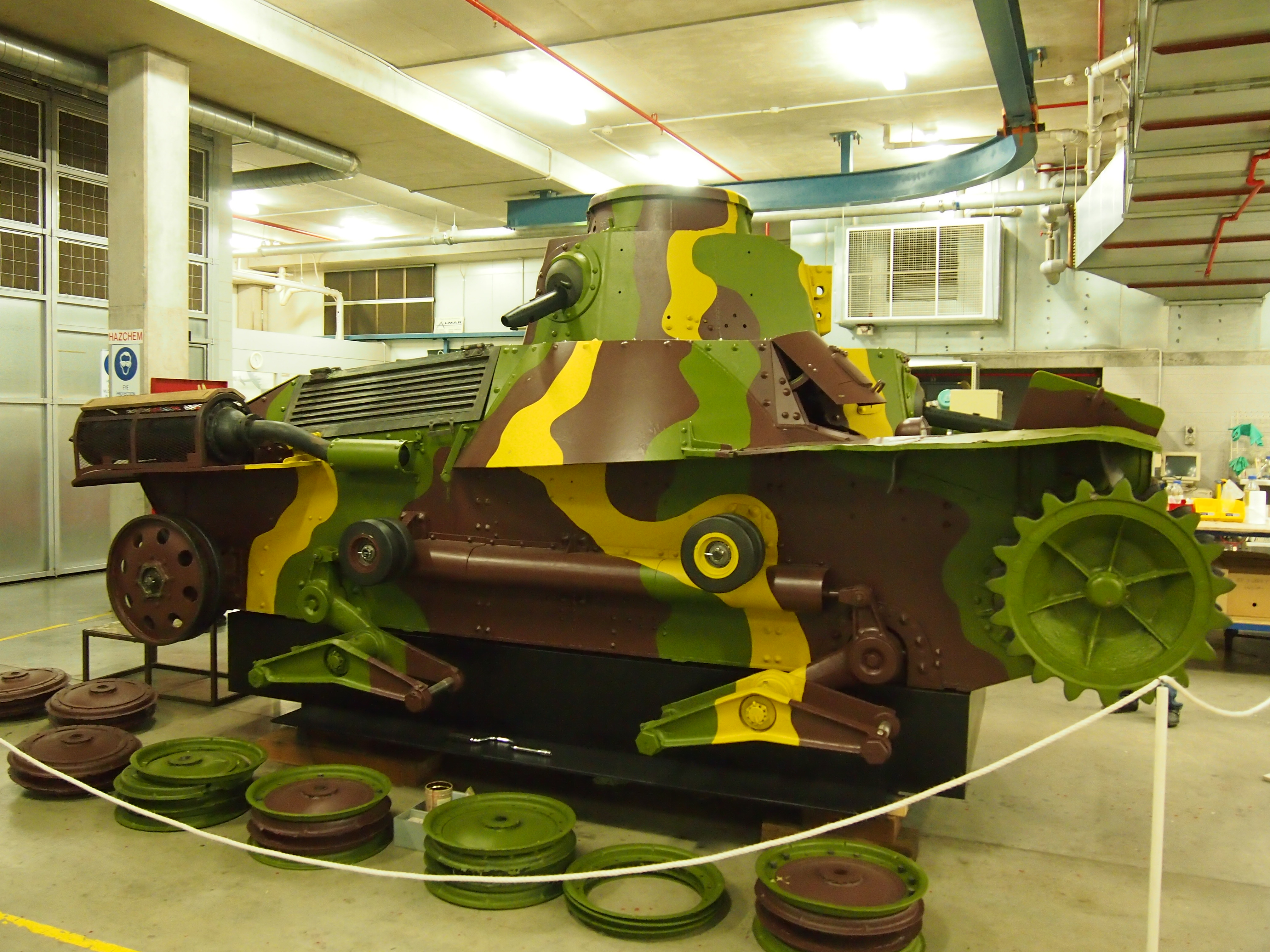
Type 95 Ha-Gō, Laufwerkansicht und Einzelbauteile (Australian War Memorial, Restauration, 2012).

Das standardisierte Kettenlaufwerk besteht im Kern aus:
- vorn, einem Antriebsrad
- hinten, einem Umlenkrad mit Spannvorrichtung und Hartgummiring
- Laufrollenwagen, als Modul mit Räderpaaren, und trapezförmigen Trägerplatten, die anfangs außen, später zwischen den Rollen waren,
- vier mit Hartgummiringen versehenen, teilbaren Laufrollen,
- zwei mit Hartgummiringen versehenen, kleineren Stützrollen
- zwei Umlenkhebeln
- zwei hintereinander angeordnete, horizontal montierte Schraubenfedern, die von einer Omega-förmigen Panzerplatte abgedeckt sind

Das Antriebsrad bestand aufgrund der nötigen Kraftübertragung aus dickeren Stahlplatten. Auf diesen waren außen Stahlringe aufgeschraubt, in denen mehrere Stahlzähne in gleichbleibenden Abständen eingefräst waren. Die Zähne griffen in entsprechende Aussparungen an den Außenseiten der Ketten und schoben diese so in die gewünschte Richtung. Vor allem die leichteren Fahrzeuge hatten Löcher im Mittelteil der Antriebsräder, um zusätzlich Gewicht zu sparen.
Das Umlenkradrad bestand ebenfalls aus zwei dickeren Stahlplatten, um die dort anstehenden Kräfte aufnehmen zu können. Das Rad wurde auf eine mechanische Spannvorrichtung am hinteren Ende des Rumpfs montiert. Diese bestand im Wesentlichen aus einer horizontal eingebauten Gewindestange, an der der Montagepunkt des Rades an der Spannvorrichtung durch einen Schraubenschlüssel nach vorn oder hinten verschoben werden konnte.
Die Rollenwagen bestanden aus je zwei Laufrollen, die zwischen den Enden zweier trapezförmig gewinkelten Trägerplatten drehbar montiert waren. Dieser Rollenwagen wurde in der Mitte schwenkbar mit einem an der Wanne befestigten Umlenkhebel verbunden. Der Umlenkhebel war ebenfalls schwenkbar montiert und hatte in sich eine Biegung von etwa 95°. Zwei Stahlstangen verbanden den Hebel mit der horizontalen Feder, die auf der jeweils abgewandten Seite angebracht war. Wurde der Rollenwagen nach oben bewegt, komprimierte dies die gegenüberliegende Feder. Bewegungen nach unten wurden von der sich dann auseinanderziehenden Feder begrenzt. Beim Entspannen der Feder wurde der Rollenwagen wieder in die Ausgangslage bewegt. Der zweite Rollenwagen verhielt sich entsprechend. Durch diese Konstruktion wurde eine maximale Kettenauflage und Bodendruckverteilung auch bei sehr unebenem Gelände erreicht.
Die einzelnen Rollen und Räder bestanden jeweils aus zwei hintereinander montierten, profilierten Stahlscheiben, um dem Mittelführungszahn der Gleiskette ein freies Durchgleiten zu ermöglichen. Die Hartgummiringe wurden jeweils heiß aufgezogen und schrumpften beim Abkühlen fest.

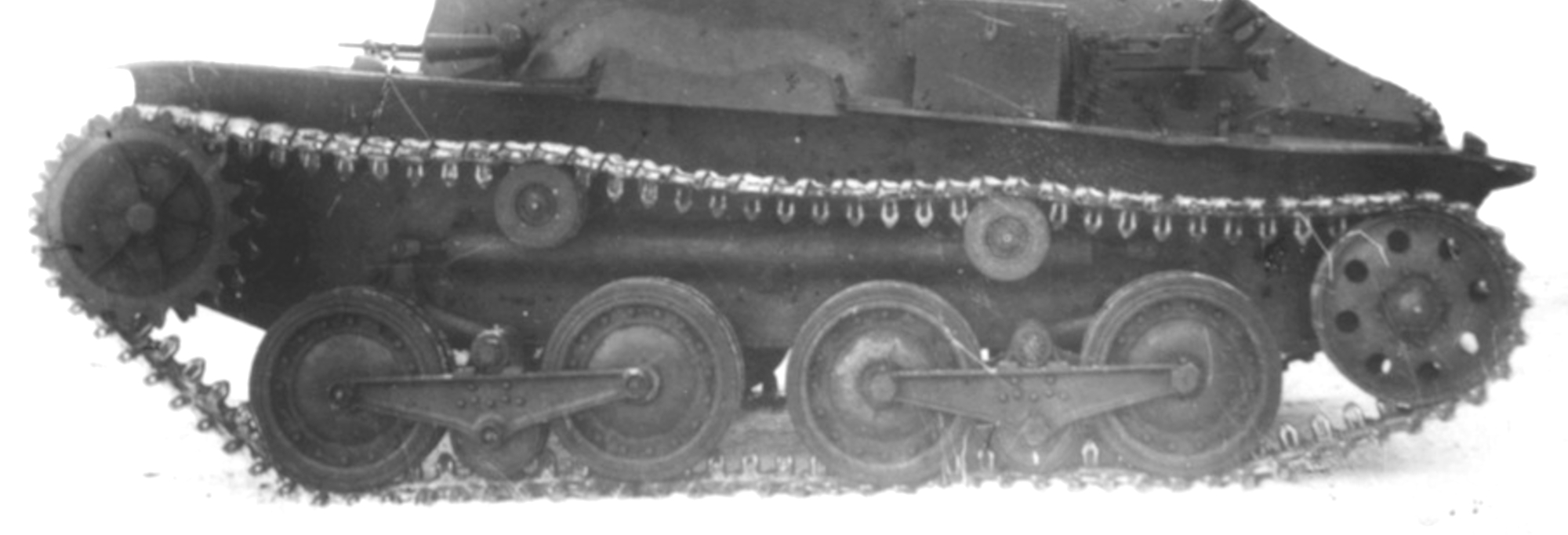
Typ 95 Ha-Gō mit mandschurischem Laufwerk.

Für den Typ 95 Ha-Gō gab es für den Einsatz in der Mandschurei zusätzlich einen abgeänderten Rollenwagen. Dieser hatten außen und innen dreieckige Stützen, die mit der Spitze nach unten eingebaut waren. Die Laufrollen waren auch hier dazwischen drehbar befestigt. Zudem wurde eine weitere, kleineres Stahlrolle zwischen den Spitzen der Stützen beweglich befestigt. Grund dafür war das in der Mandschurei häufig vorkommende Kaoliang-Gras (Sorghum halepense). Dieses hat mit seinen relativ harten Blüten- und Samenstängeln, die dazu noch meistens in einem zum normalen Rollenwagen ideal passenden Abstand wuchsen, beim Standardrollenwagen immer wieder die einzelnen Rollen blockiert. Das Problem konnte durch die zusätzliche Stahlrolle soweit verhindert werden, dass dadurch kaum noch Ausfälle auftraten. Diese Version ist auch als mandschurisches Laufwerk bekannt und wurde nur in der Mandschurei und im Nordosten Chinas verwendet. Sobald die Fahrzeuge in andere Kriegsgebiete abkommandiert wurden, erfolgte wieder der Rückbau zu den normalen Rollenwagen.

### Aufbau des standardisierten Laufwerks mit 5 und mehr Rollen
Zur Erweiterung des vorbeschriebenen Laufwerks mit 4 Rollen wurden folgende Baugruppen zusätzlich entwickelt:
- Laufrolle mit Umlenkhebel und schräg eingebauter Schraubenfeder
- Horizontalfederungsmodul mit Rollenwagen und einzelner Laufrolle

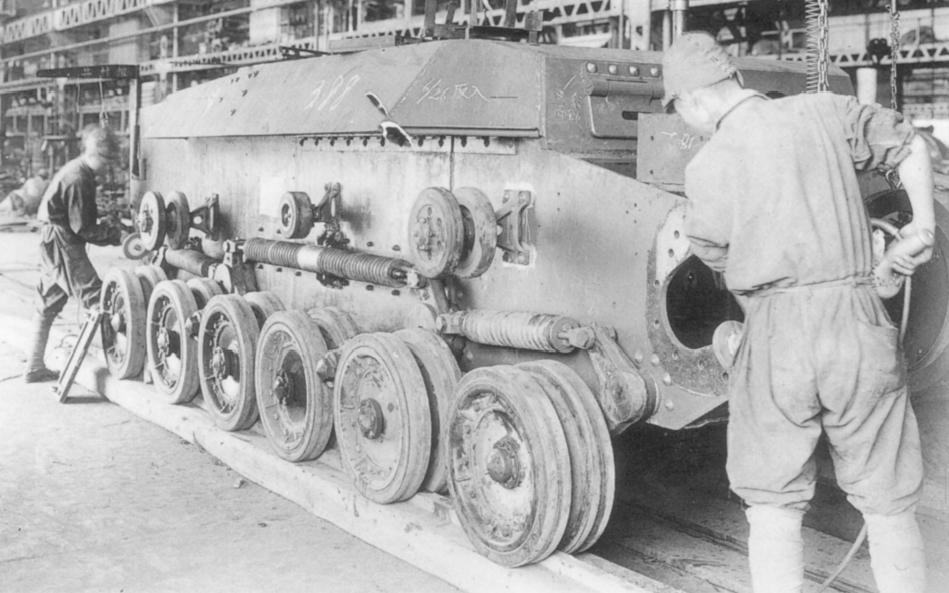
Zusammenbau des Laufwerks mit Standard-Modulen beim Typ 3 Chi-Nu mit 6 Rollen bei Mitsubishi 1944.

Bei schwereren oder längeren Fahrzeugen wurde zunächst eine nur weitere Laufrolle mit dem dazugehörigen Befestigungssystem am 4-Rollen-Laufwerk montiert. Dabei war die Feder beweglich im Drehpunkt des Umlenkhebels des vorderen oder hinteren Rollenwagens befestigt. So übte die äußere Federn keine Kraft auf das horizontale Federpaar aus. Falls eine sechste Laufrolle nötig war, wurde diese am noch ungenutzten Rollenwagen angebracht.
Für Laufwerke mit sieben oder mehr Laufrollen wurden zwei Horizontalfederungsmodule benutzt, wobei beim zweiten je nach Bedarf ein einzelner Rollenwagen und eine einzelne Laufrolle (z. B. Typ 4 Chi-To) oder aber zwei Rollenwagenmodule (z. B. Typ 5 Chi-Ri) befestigt waren.
Die Laufrollen waren ab 1937 an für alle Verwendungen der Größe und der Form nach genormt. Um bei Verschleiß des Hartgummirings diesen schnell wechseln zu können, wurde er nun auf einen zusätzlichen, aufschraubbaren Stahlring statt direkt auf das jeweilige Stahlrad der Laufrolle aufgeschrumpft.
Beim überschweren Panzer O-I wurde das System mit den horizontalen Schraubenfedern wegen des höheren Fahrzeuggewichts abgeändert. Hier war ein System aus beweglich miteinander verbundenen Stahlprofilen um eine vertikal angebrachte, leicht vorgespannte Schraubenfeder herumgeführt. Bei Bewegung des Rollenwagens wurde das Stahlprofilpaket auseinandergezogen oder zusammengedrückt und komprimierte oder entspannte so die dazwischenliegende Feder.

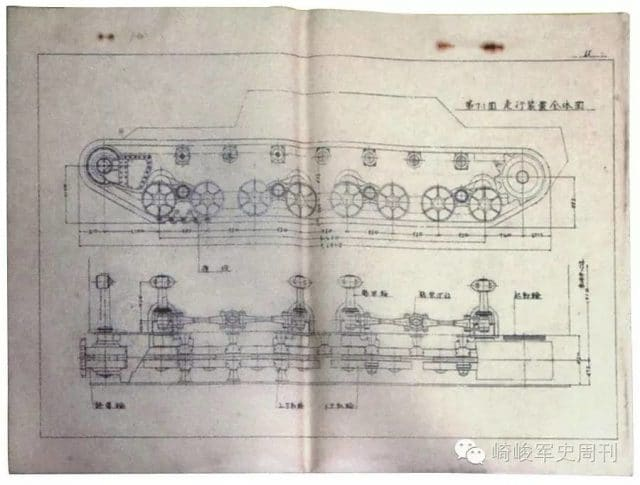
Zeichnung des Laufwerks des O-I aus den Originaldokumenten.

Als großer Vorteil des Laufwerksystems erwies sich für die mit den Kriegsanstrengungen stark belastete, japanische Industrie die 1937 vorgenommene Standardisierung der Einzelteile. Waren bei den frühen Laufwerken noch für jedes eingeführte Kettenfahrzeug gesonderte Produktionskapazitäten für die Laufwerkselemente vorzuhalten, konnte danach eine größere Anzahl an unterschiedlichen Kettenfahrzeugen mit identischen Laufwerks-Ersatzteilen versorgt werden. Dies erleichterte auch die Logistik, was bei den langen und gefährlichen Transportwegen im Pazifik ebenfalls von hohem Wert war. Ein Nachteil war allerdings, dass man das System nicht unbegrenzt für Fahrzeuge mit höherem Gewicht erweitern konnte. So waren beim Typ 5 Chi-Ri mit seinen geplanten 45 Tonnen Einsatzgewicht bereits zwei vollständige Federpakete mit 8 Laufrollen in Verwendung. Weitere Laufrollen waren nicht ohne Weiteres möglich, da die nötige Fahrzeuglänge aufgrund der Maße der standardisierten Bauteile sonst noch größer und unhandlicher geworden wäre. Für den O-I wurde das System daher aufgebrochen und verändert mit allen damit verbundenen produktionstechnischen Nachteilen.

## Einsatz
Der militärische Einsatz der Laufwerkssysteme durch Japan erfolgte ab 1930 in Nordost-China, ab 1937 dann im Zweiten Japanisch-Chinesischen Krieg und ab Dezember 1941 im Zweiten Weltkrieg. Nach Ende des Zweiten Weltkriegs wurden japanische Panzer darüber hinaus bis 1946 von Frankreich im Corps expéditionnaire français en Extrême-Orient während des Indochinakriegs und bis 1949 von den Niederlanden in der Königlich Niederländisch-Indische Armee während des indonesischen Unabhängigkeitskriegs verwendet. Zudem kamen einige der mit den Laufwerken ausgestatteten Panzerfahrzeugen bis Anfang der fünfziger Jahre in China (Nationale Armee und Volksbefreiungsarmee) unter anderem im chinesischen Bürgerkrieg zum Einsatz.

### Japan
Die frühen Laufwerkstypen wurden ab 1930 in den verschiedenen Konflikten mit Beteiligung Japans eingesetzt. Einige Fahrzeuge wurden auch nach der japanischen Kapitulation von den Siegermächten weiter genutzt.
Das standardisierte Laufwerk wurde von der Kaiserlichen Japanischen Armee zuerst 1934 beim Typ 94 TK verwendet. Bis Kriegsende 1945 wurde dann nahezu alle Panzerfahrzeuge und auch einige Unterstützungsfahrzeuge der japanischen Teilstreitkräfte von Heer und Marine mit diesem Laufwerk entwickelt und gebaut. Dazu gehören unter anderem folgende Fahrzeuge mit den angegebenen Laufwerkskonfigurationen:
- Typ 94 TK und Abarten – 2 Rollenwagen
- Typ 97 Te-Ke und die einige Abarten – zwei Rollenwagen
- Typ 95 Ha-Gō und Abarten – zwei RollenwagenTyp 95 Ha-Gō Verhalten des Standard-Laufwerks in schwerem Gelände.

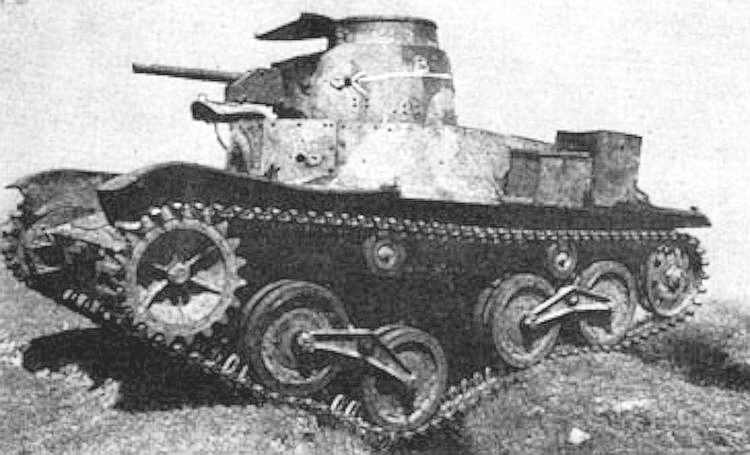
Typ 95 Ha-Gō Verhalten des Standard-Laufwerks in schwerem Gelände.

- Typ 97 Chi-Ni – zwei Federungssysteme mit je zwei kleineren Rollenwagen
- Typ 97 Chi-Ha und Typ 97 Shinhōtō Chi-Ha und Abarten – zwei Rollenwagen und zwei einzelnen Laufrollen vorn und hinten
- Typ 98 Chi-Ho – zwei Rollenwagen und einer einzelnen Laufrolle (wahrscheinlich hinten)
- Typ 1 Chi-He und Abarten – zwei Rollenwagen und zwei einzelne Laufrollen vorn und hinten
- Typ 4 Chi-To – zwei Federungssysteme mit zwei Rollenwagen vorn und einem Rollenwagen und einer einzelnen Laufrolle hinten
- Typ 5 Chi-Ri – zwei Federungssysteme mit je Rollenwagen vorn und hinten
- Typ 2 Ka-Mi und Prototyp – zwei Rollenwagen und innen liegendes Federungssystem
- Typ 3 Ka-Chi – zwei Federungssysteme mit je zwei Rollenwagen vorn und hinten
- Typ 1 Ho-Ha – beim hinten liegenden Kettenlaufwerk zwei Rollenwagen mit einzeln montierten Horizontalfedern
- Typ 98 Ko-Hi (Kurze Ausführung) – beim hinten liegenden Kettenlaufwerk ein Rollenwagen hinten und eine einzelne Laufrolle vorn
- Typ 98 Ko-Hi (Lange Ausführung) – beim hinten liegenden Kettenlaufwerk zwei Rollenwagen
- Typ 98 Ro-Ke – zwei Rollenwagen hinten und ein einzelner, gesondert gefederter Rollenwagen vorn
- Basso-Ki – zwei Rollenwagen und eine einzelne Laufrolle vorn
- überschwerer Panzer O-I – zwei Federungssysteme mit je zwei Rollenwagen vorn und hinten sowie innen liegendem, vertikalen Federungssystem
- Typ 4 Chi-So und Abarten – zwei Federungssysteme mit zwei Rollenwagen vorn und einem Rollenwagen und einer einzelnen Laufrolle hinten
- Typ 98 Ya-I-Gō – zwei kleine Rollenwagen

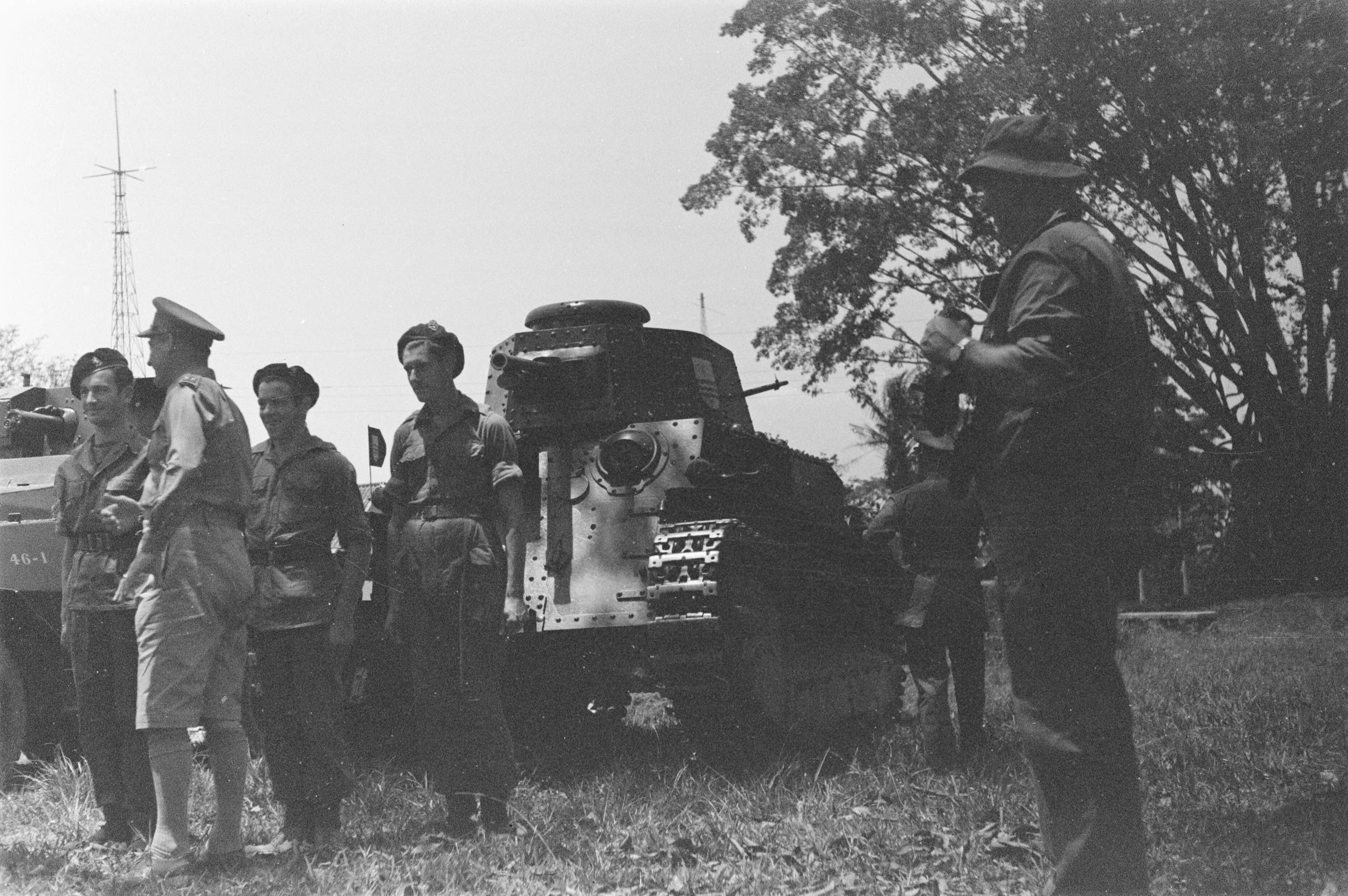
Typ 89 I-Gō in niederländischen Diensten auf Java.

### Frankreich
Das französische Expeditionskorps in Französisch-Indochina übernahm bei Kriegsende im September 1945 in Phnom Penh insgesamt 11 Panzer der Typen Typ 95 Ha-Gō und Typ 89 I-Gō vom 2. japanischen Aufklärungsregiment. Diese wurden im Commando blindé du Cambodge zusammengefasst. Die Fahrzeuge wurden in mehreren Gefechten gegen die Truppen der kommunistischen Việt Minh eingesetzt. Im September 1946 wurden die letzten der Fahrzeuge durch amerikanische Panzermodelle ersetzt.

### Niederlande
Nach der japanischen Kapitulation im September 1945 kehrte die Königlich Niederländisch-Indische Armee als Besatzungstruppe zurück in die Kolonie Niederländisch-Indien (heute im Wesentlichen Indonesien). Dort wurden einige wenige dort verbliebene Typ 89 I-Gō instand gesetzt und während des Indonesischen Unabhängigkeitskrieg gegen Separatisten eingesetzt.

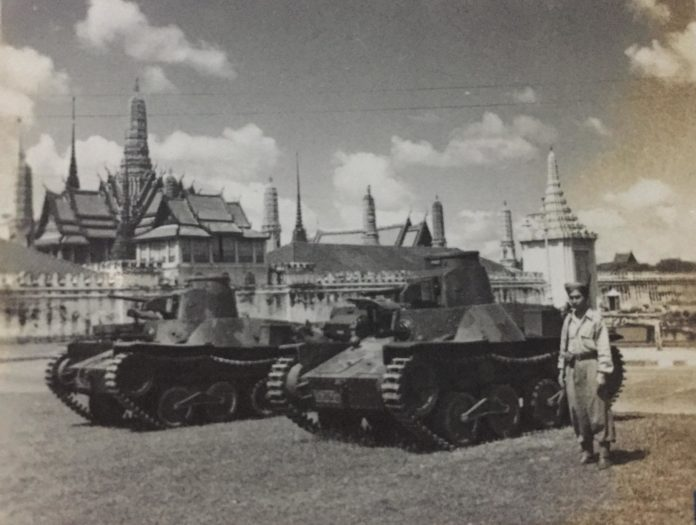
Leichte Panzer Typ 83 in Bangkok 1947.

### Thailand
1940 erwarb die Königlich-Thailändische Armee in  Vorbereitung auf den geplanten Krieg mit Frankreich um Gebiete in Französisch-Indochina etwa 50 Stück Typ 95 Ha-Gō und führte sie bei den eigenen Streitkräften als Typ 83 Panzer offiziell ein. Die Außerdienststellung erfolgte erst 1952. Eines der Fahrzeuge wurde bis in das 21. Jahrhundert in fahrbereiten Zustand erhalten.

### China

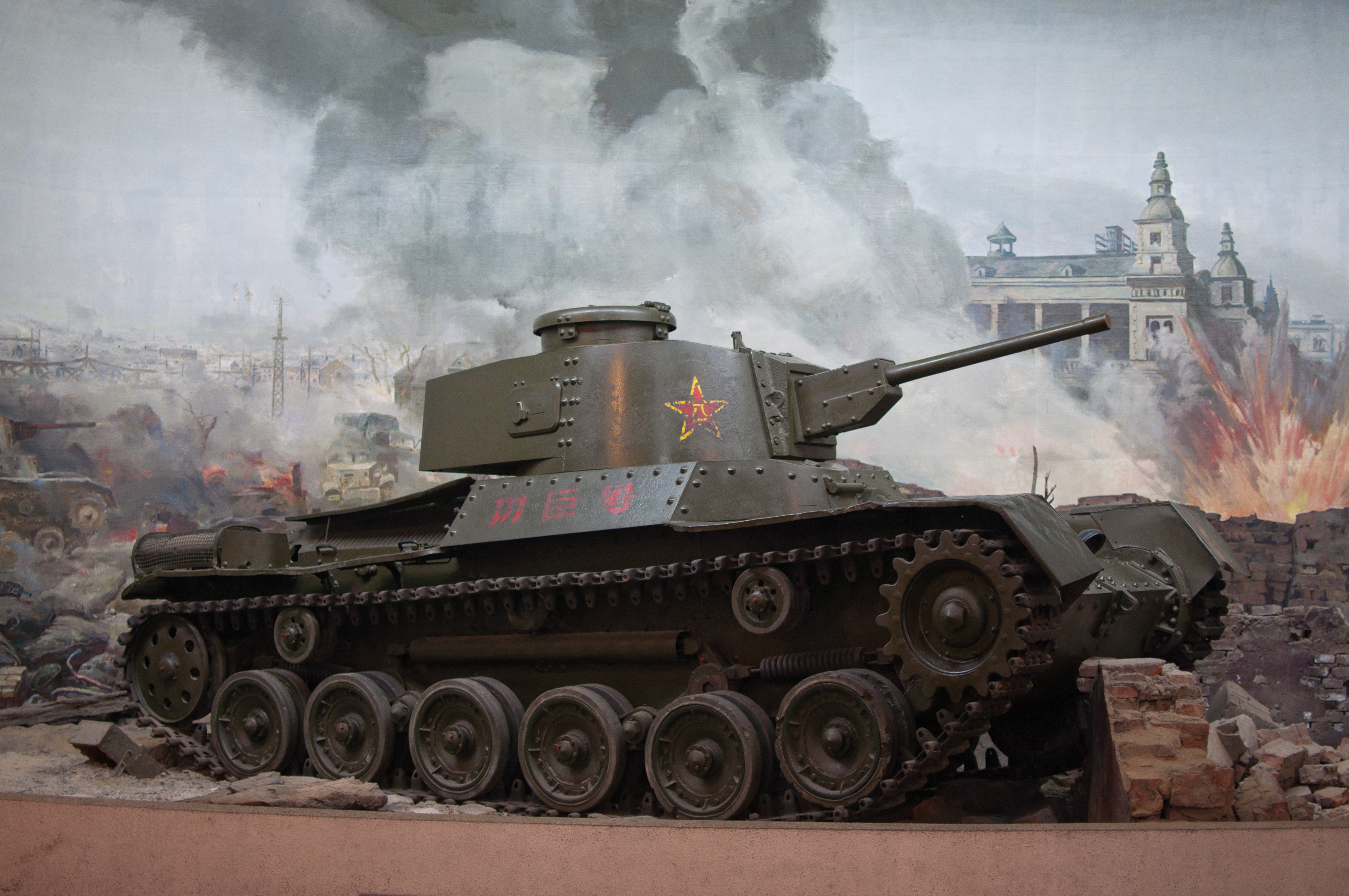
Gongchen-Panzer, Typ 97 Shinhōtō Chi-Ha der Volksbefreiungsarmee im Militärmuseum Peking, China.

Nach Ende der japanischen Besatzung im September 1945 übernahm zunächst die Nationale Armee einige in China verbliebene, japanische Militärfahrzeuge. Diese waren zwar nach damaligen Standards veraltet, konnten aber noch erfolgreich gegen Aufständische und die chinesische Volksbefreiungsarmee eingesetzt werden.
Ab Ende 1945 übergab die sowjetische Rote Armee einige Dutzend in der Mandschurei und Nordchina erbeutete Typ 95 Ha-Gō und Typ 97 Chi-Ha an die Volksbefreiungsarmee, um die Kräfteverhältnisse zugunsten der kommunistischen Verbände zu verändern. Zudem wurden im Laufe der Zeit seitens der Volksbefreiungsarmee auch eigene Fahrzeuge basierend auf dem japanischen, standardisierten Laufwerkssystem weiterentwickelt und eingeführt.
Beide Bürgerkriegsparteien verwendeten die japanischen Kampffahrzeuge bis zum Ende der Kampfhandlungen und dem Rückzugs der Reste der Nationalen Armee nach Taiwan 1949. Bei der Volksbefreiungsarmee verblieben die Fahrzeuge danach noch einige Zeit im militärischen Bestand.

## Fazit und Rezeption
Die japanische Militärkettenlaufwerkstechnik basierte zum Teil auf europäischen Systemen des Ersten Weltkriegs und zum Teil auf Entwicklungen der Zwischenkriegszeit. Die ersten Laufwerkskonzepte kamen vom französischen Renault FT und wurden jeweils in Projekten zur Anwendung bei bestimmten Panzerfahrzeuge weiterentwickelt. In den 1930er-Jahren wurden auch Laufwerke der Typen Kégresse, Horstmann und Christie an einzelnen Panzermodellen erprobt. Keines dieser Laufwerkssysteme wurde als zufriedenstellend bewertet. Die Anforderungen der japanische Militärführung veranlassten schließlich die weiteren Projekte zur Eigenentwicklung und Streitkräfteausstattung.
1934 begann die Entwicklung des japanischen Laufwerkssystems, mit Verwendung von Umlenkhebeln und horizontal angeordneten Schraubenfedern. Spätere, amerikanische Tests ergaben im Vergleich zu den Systemen mit Vertical Volute Spring Suspension (VVSS) und Horizontal Volute Spring Suspension (HVSS) eine überraschend gute Geländegängigkeit des japanischen Kettenlaufwerks. Ab 1937 wurde es dann zu einem standardisierten System weiterentwickelt, das bis 1945 bei allen japanischen Panzerfahrzeugen und einigen Unterstützungsfahrzeugen eingesetzt wurde. Einige Staaten verwendeten erbeutete oder gekaufte japanische Fahrzeuge mit dem standardisierten Laufwerk bis 1952.

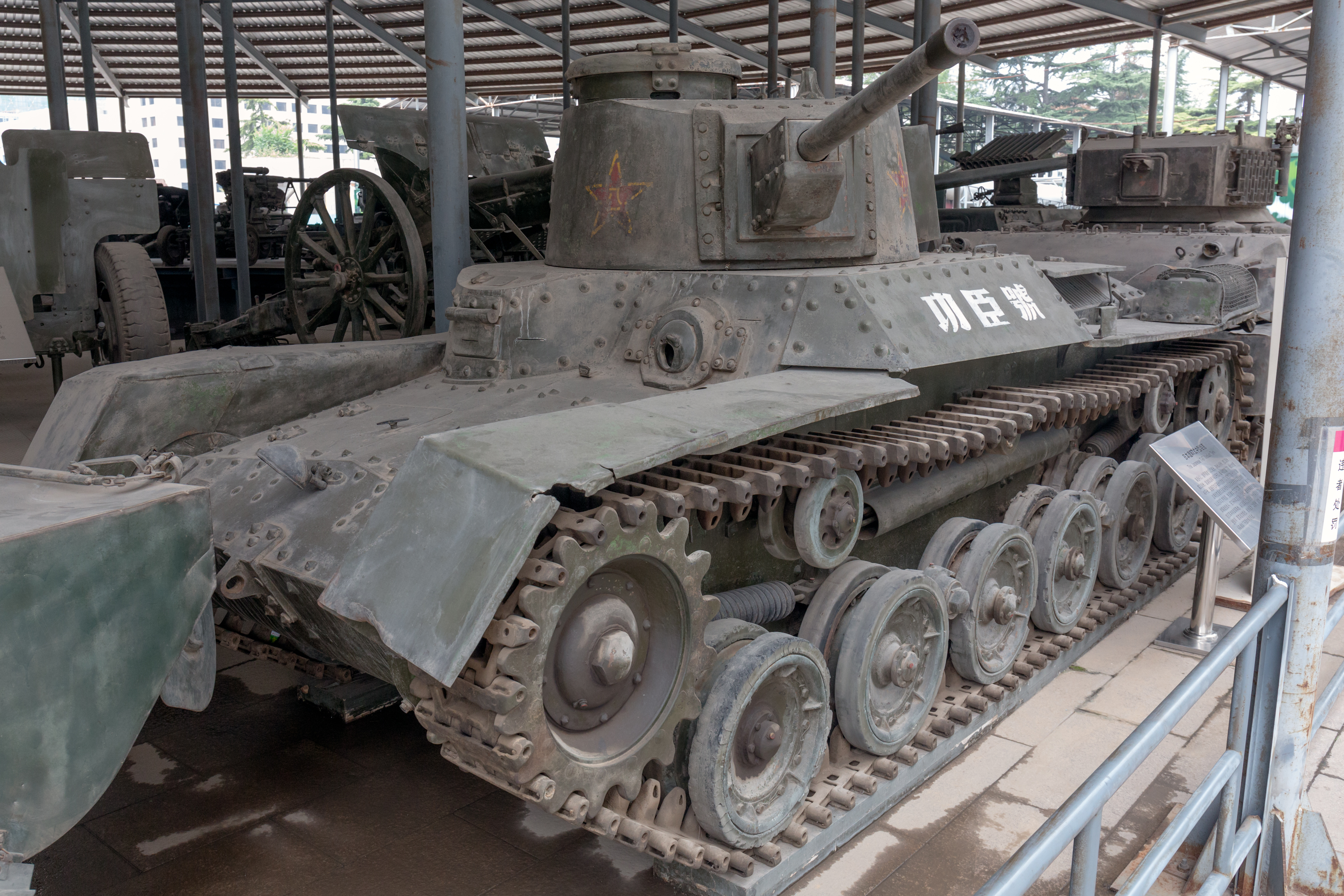
Modifizierter Typ 97 Shinhōtō Chi-Ha im Außendepot des Militärmuseum Peking (2015)

In der Militärgeschichte der chinesischen Roten Armee, auch als Volksbefreiungsarmee bekannt, spielen japanischen Panzer eine besondere Rolle. Der Gongchen-Panzer (chinesisch 功臣號; pinyin: gōngchénhào) ist als Modifikation mit weiteren japanischen Panzern als Einsatzfahrzeug im Chinesischen Bürgerkrieg bekannt. Er basiert auf von der sowjetischen roten Armee übergebenen Fahrzeugen des Typ 97 Shinhōtō Chi-Ha und ist unter anderem an geänderten Kettenabdeckungen erkennbar. Einige der Panzer wurden weitergehend modifiziert und sogar mit dem russischen Dieselmotor W-2 ausgestattet. Endgültig abgelöst wurden japanische Panzer in China in der Zeit des Koreakrieges durch Panzerlieferungen aus der Sowjetunion. In chinesischen Militärmuseen werden im 21. Jahrhundert einige der verbliebenen japanischen Panzer ausgestellt. Ein Gongchen-Panzer ist im Militärmuseum Peking. Auch im Modellbaubereich sind zahlreiche Varianten der japanischen Panzerfahrzeuge bekannt.